# NGC 2837
NGC 2837 – gwiazda podwójna znajdująca się w gwiazdozbiorze Hydry. Zaobserwował ją John Herschel 16 grudnia 1827 roku i skatalogował jako obiekt typu „mgławicowego”.